# Liang Guoru
Liang Guoru (en chino: 梁国汝; 25 de octubre de 1997) es una deportista china que compitió en remo. Ganó una medalla de oro en el Campeonato Mundial de Remo de 2018,en la prueba de cuatro scull ligero.

## Palmarés internacional
| Campeonato Mundial | Campeonato Mundial | Campeonato Mundial | Campeonato Mundial  |
| Año                | Lugar              | Medalla            | Prueba              |
| ------------------ | ------------------ | ------------------ | ------------------- |
| 2018               | Plovdiv (Bulgaria) | Medalla de oro     | Cuatro scull ligero |